# Zeslandentoernooi 2006 (mannen)
Het Zeslandentoernooi voor mannen van de Rugby Union in 2006 werd gespeeld tussen 4 februari en 19 maart. De winnaar (op doelsaldo) werd Frankrijk. Doordat Ierland alleen van Frankrijk verloor, wonnen ze de Triple Crown en de Millennium Trophy. De Calcutta Cup werd veroverd door Schotland door met 18-12 van Engeland te winnen.

## Deelnemers
De zes vaste deelnemers speelden hun thuisduels in de volgende stadions.
| Land      | Stadion            | Plaats      | capaciteit |
| --------- | ------------------ | ----------- | ---------- |
| Frankrijk | Stade de France    | Saint-Denis | 80.000     |
| Wales     | Millennium Stadium | Cardiff     | 75.500     |
| Engeland  | Twickenham         | Londen      | 75.000     |
| Schotland | Murrayfield        | Edinburgh   | 67.500     |
| Ierland   | Lansdowne Road     | Dublin      | 49.000     |
| Italië    | Stadio Flaminio    | Rome        | 25.000     |

## Eindstand
| Land      | Wed | Win | Gel | Ver | Saldo     | +/− | Ptn |
| --------- | --- | --- | --- | --- | --------- | --- | --- |
| Frankrijk | 5   | 4   | 0   | 1   | 148 - 85  | 63  | 8   |
| Ierland   | 5   | 4   | 0   | 1   | 131 - 97  | 34  | 8   |
| Schotland | 5   | 3   | 0   | 2   | 78 - 81   | -3  | 6   |
| Engeland  | 5   | 2   | 0   | 3   | 120 - 106 | 14  | 4   |
| Wales     | 5   | 1   | 1   | 3   | 80 - 135  | -55 | 3   |
| Italië    | 5   | 0   | 1   | 4   | 72 - 125  | -53 | 1   |

## Uitslagen
De vermelde tijden zijn allemaal lokale tijden.

### Eerste ronde
| Datum             | Wedstrijd             | Uitslag |
| ----------------- | --------------------- | ------- |
| 4 februari, 13:30 | Ierland - Italië      | 26 - 16 |
| 4 februari, 15:30 | Engeland - Wales      | 47 - 13 |
| 5 februari, 15:00 | Schotland - Frankrijk | 20 - 16 |

### Tweede ronde

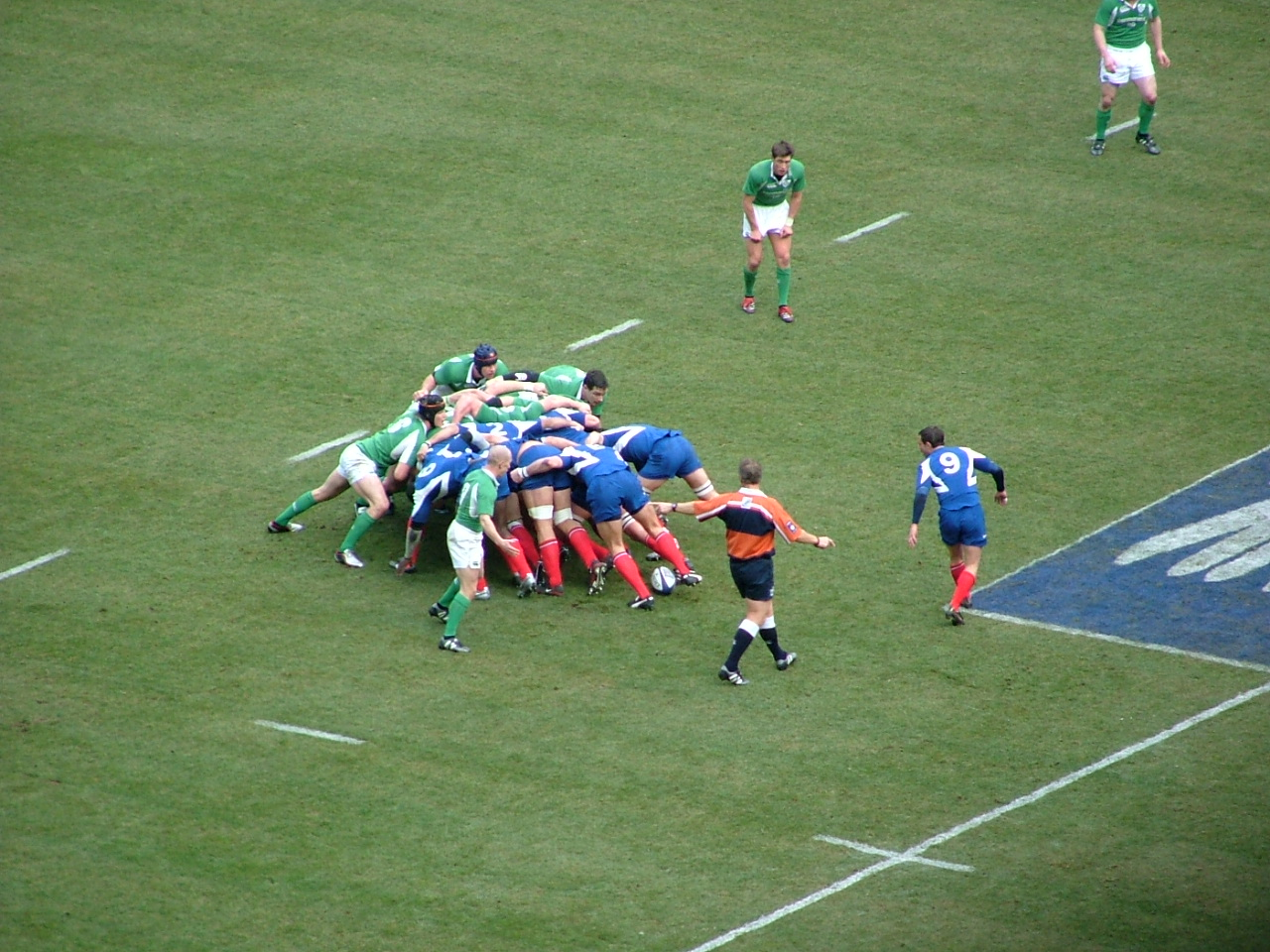
De wedstrijd Frankrijk - Ierland.

| Datum              | Wedstrijd           | Uitslag |
| ------------------ | ------------------- | ------- |
| 11 februari, 14:30 | Frankrijk - Ierland | 43 - 31 |
| 11 februari, 17:00 | Italië - Engeland   | 16 - 31 |
| 12 februari, 15:00 | Wales - Schotland   | 28 - 18 |

### Derde ronde
| Datum              | Wedstrijd            | Uitslag |
| ------------------ | -------------------- | ------- |
| 25 februari, 15:00 | Frankrijk - Italië   | 37 - 12 |
| 25 februari, 17:30 | Schotland - Engeland | 18 - 12 |
| 26 februari, 15:00 | Ierland - Wales      | 31 - 5  |

### Vierde ronde
| Datum           | Wedstrijd            | Uitslag |
| --------------- | -------------------- | ------- |
| 11 maart, 13:30 | Wales - Italië       | 18 - 18 |
| 11 maart, 15:30 | Ierland - Schotland  | 15 - 9  |
| 12 maart, 16:00 | Frankrijk - Engeland | 31 - 6  |

### Vijfde ronde
| Datum           | Wedstrijd          | Uitslag |
| --------------- | ------------------ | ------- |
| 18 maart, 14:30 | Italië - Schotland | 10 - 13 |
| 18 maart, 15:30 | Wales - Frankrijk  | 16 - 21 |
| 18 maart, 17:30 | Engeland - Ierland | 24 - 28 |